# Romny
Romny (Oekraïens: Ромни; Russisch: Ромны) is een stad in de oblast Soemy in het noorden van Oekraïne. Romny is de hoofdplaats van het gelijknamige rajon en telde 32.500 inwoners in 2023.
De stad ligt 105 km ten westen van de stad Soemy, aan de oevers van de Soela, waarin bij Romny de Romen uitmondt
Romny werd voor het eerst genoemd in 1096. In 1638 telde de plaats 6000 inwoners. In 1781 verleende de Russische tsarina Catharina de Grote de plaats stadsrechten. Nadat het bevolkingsaantal tussen 1979 en 1989 was toegenomen van 52.529 naar 57.051, is het sindsdien gedaald naar minder dan 40.000.

## Geboren
- Abram Joffe (1880-1960), Russisch natuurkundige
- Grigori Sokolnikov (1888-1939), Sovjet politicus en econoom
- Isaak Schwarz (1923-2009), Russisch componist

## Galerij

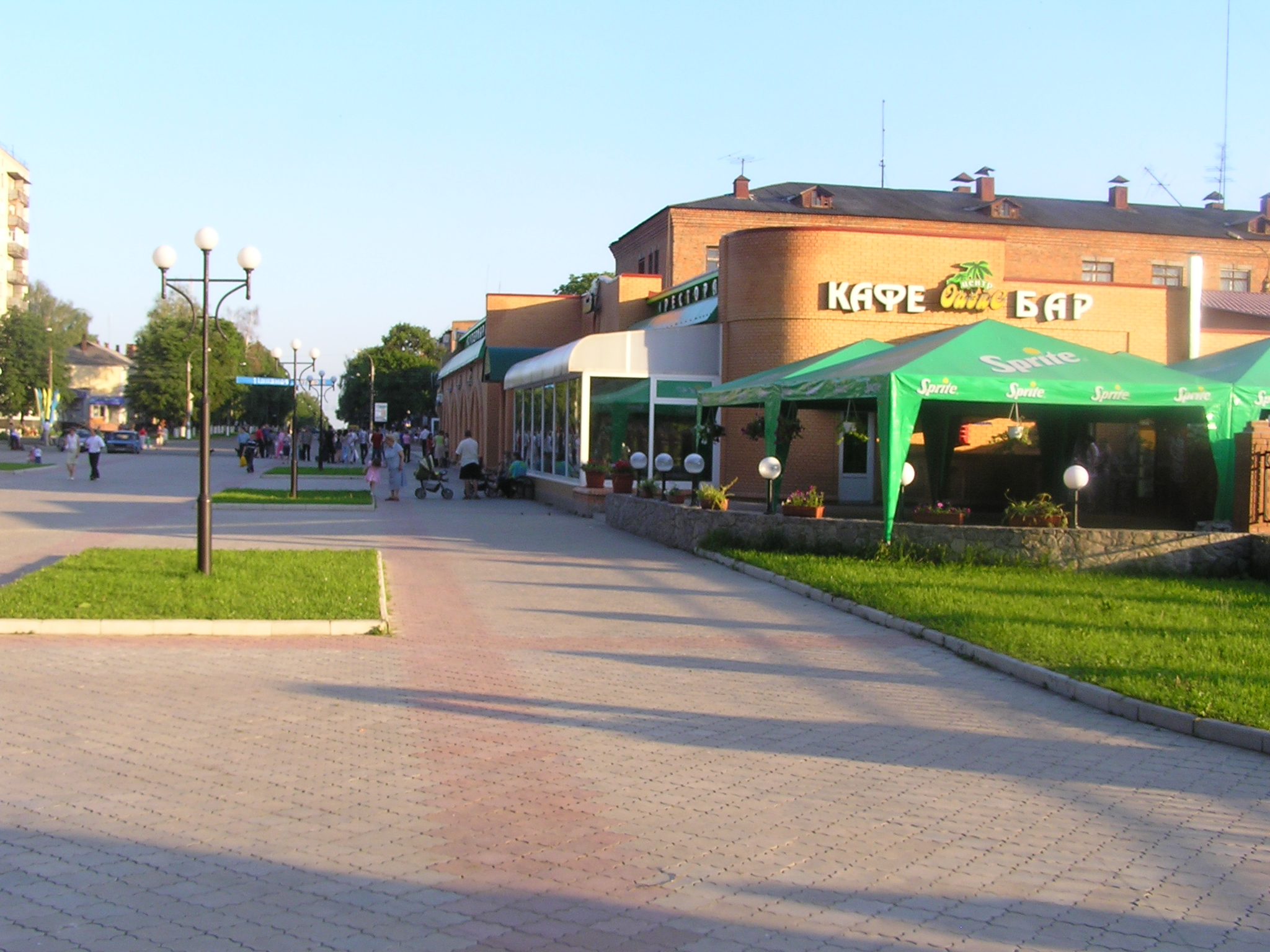
Stadscentrum
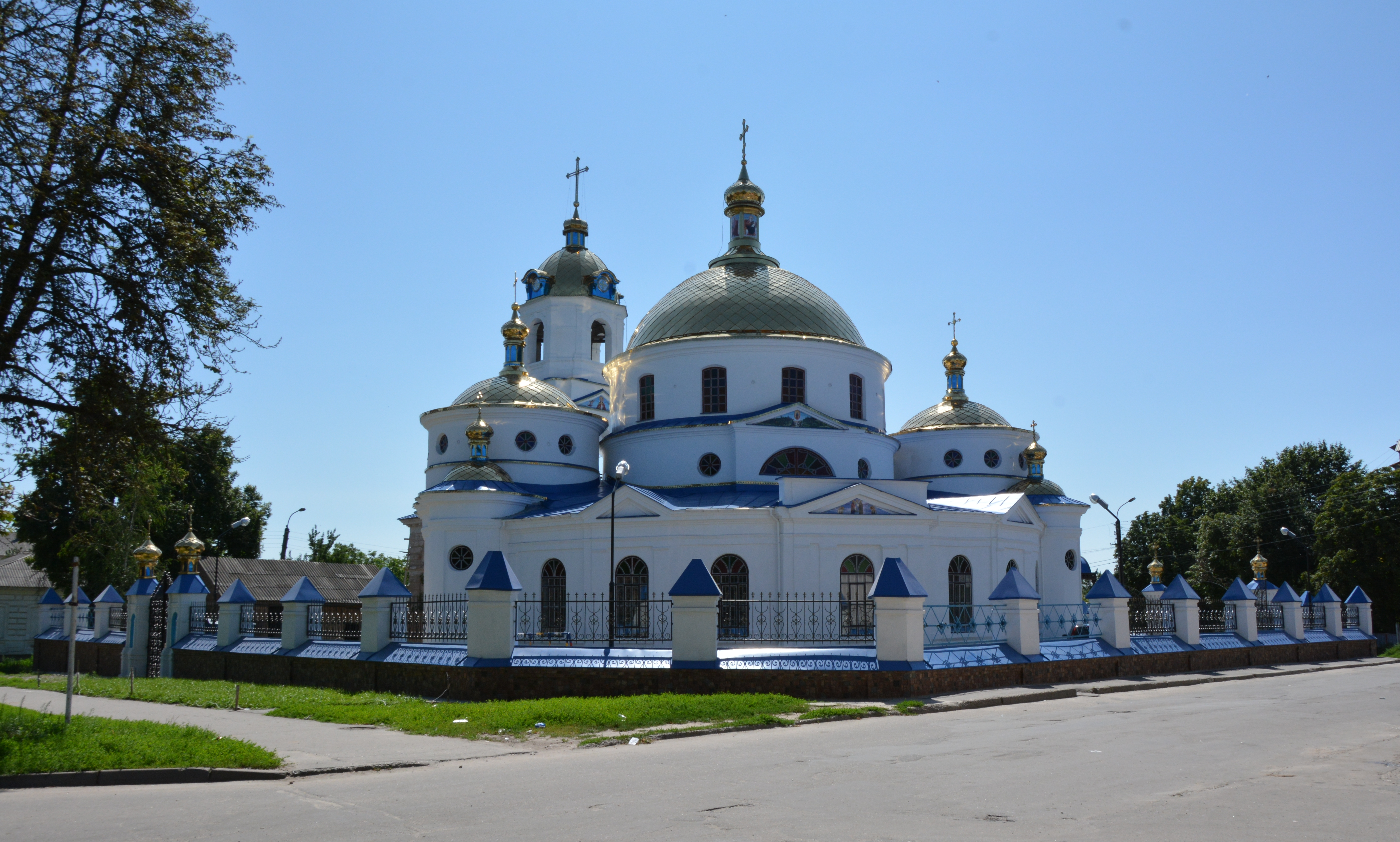
Hemelvaartskerk
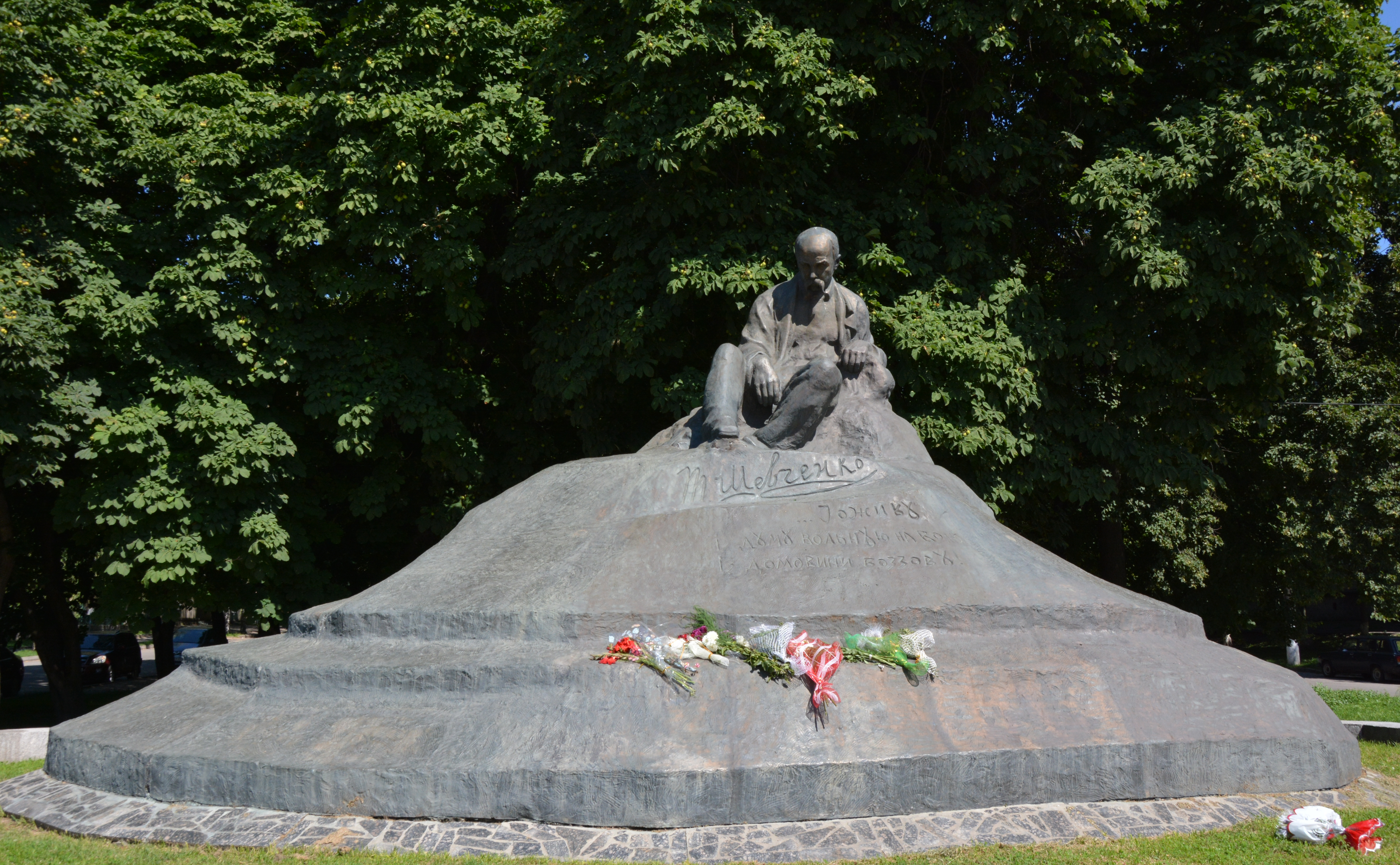
Taras Sjevtsjenko-monument
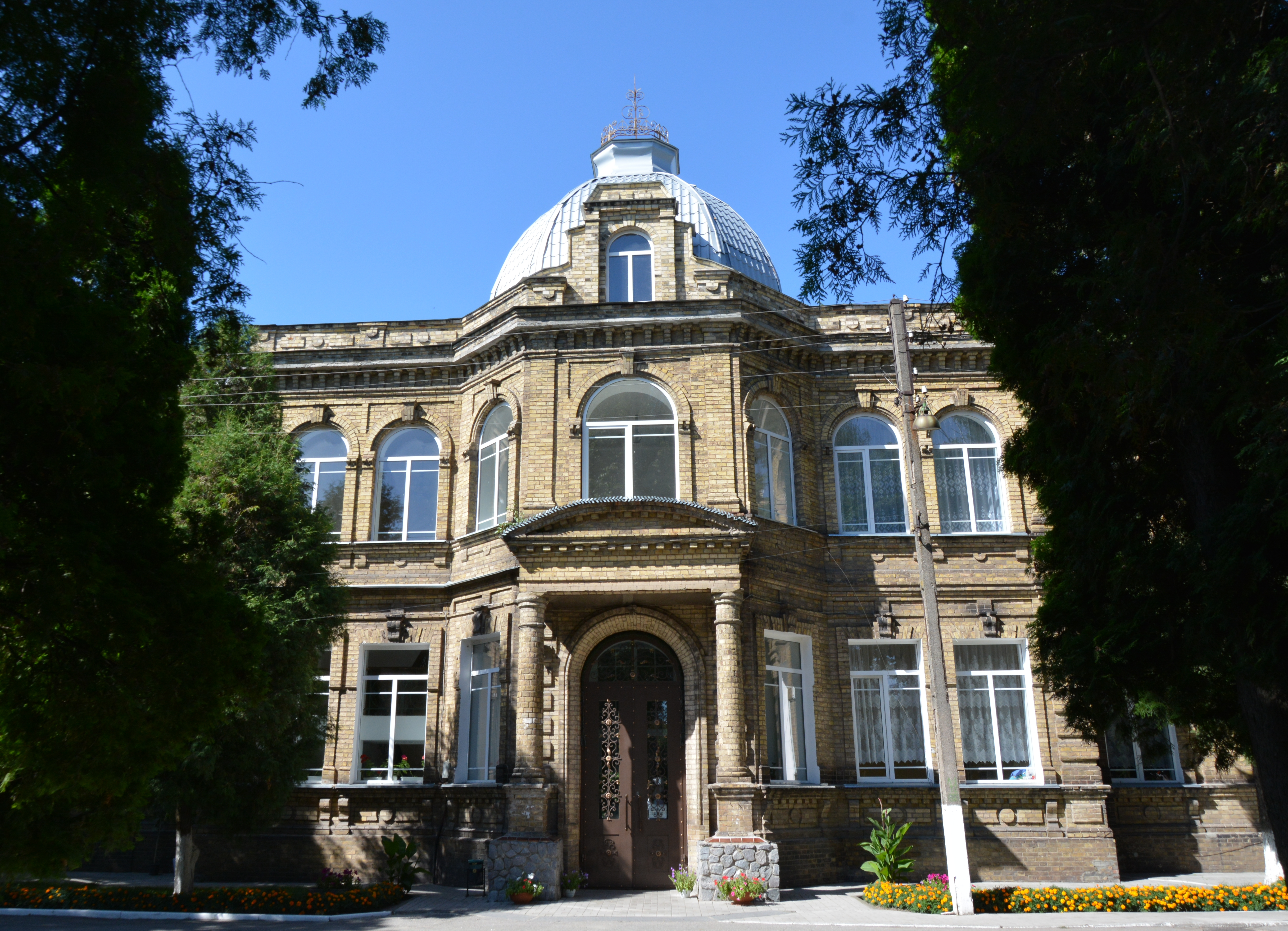
Historisch ziekenhuisgebouw
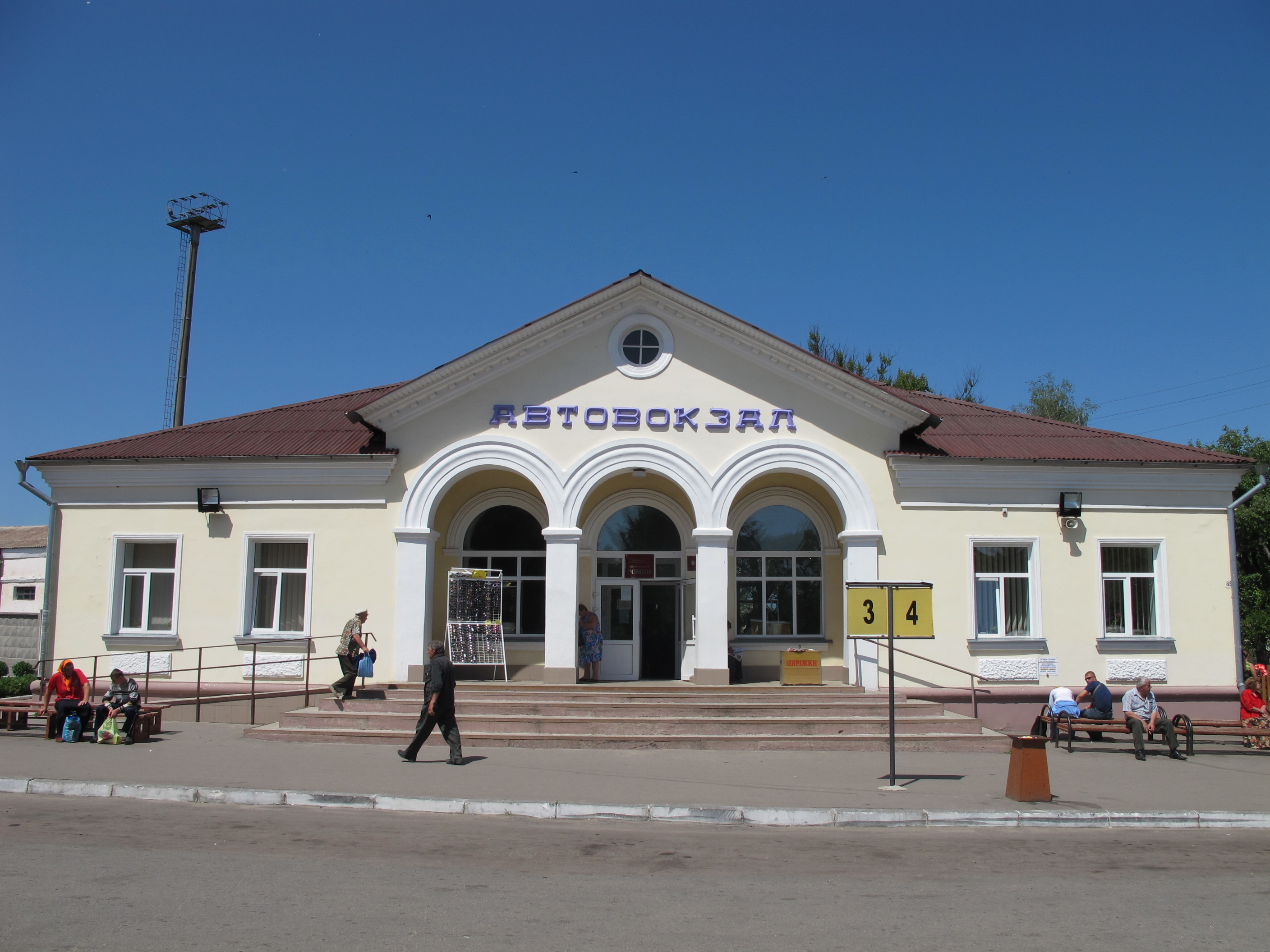
Busstation
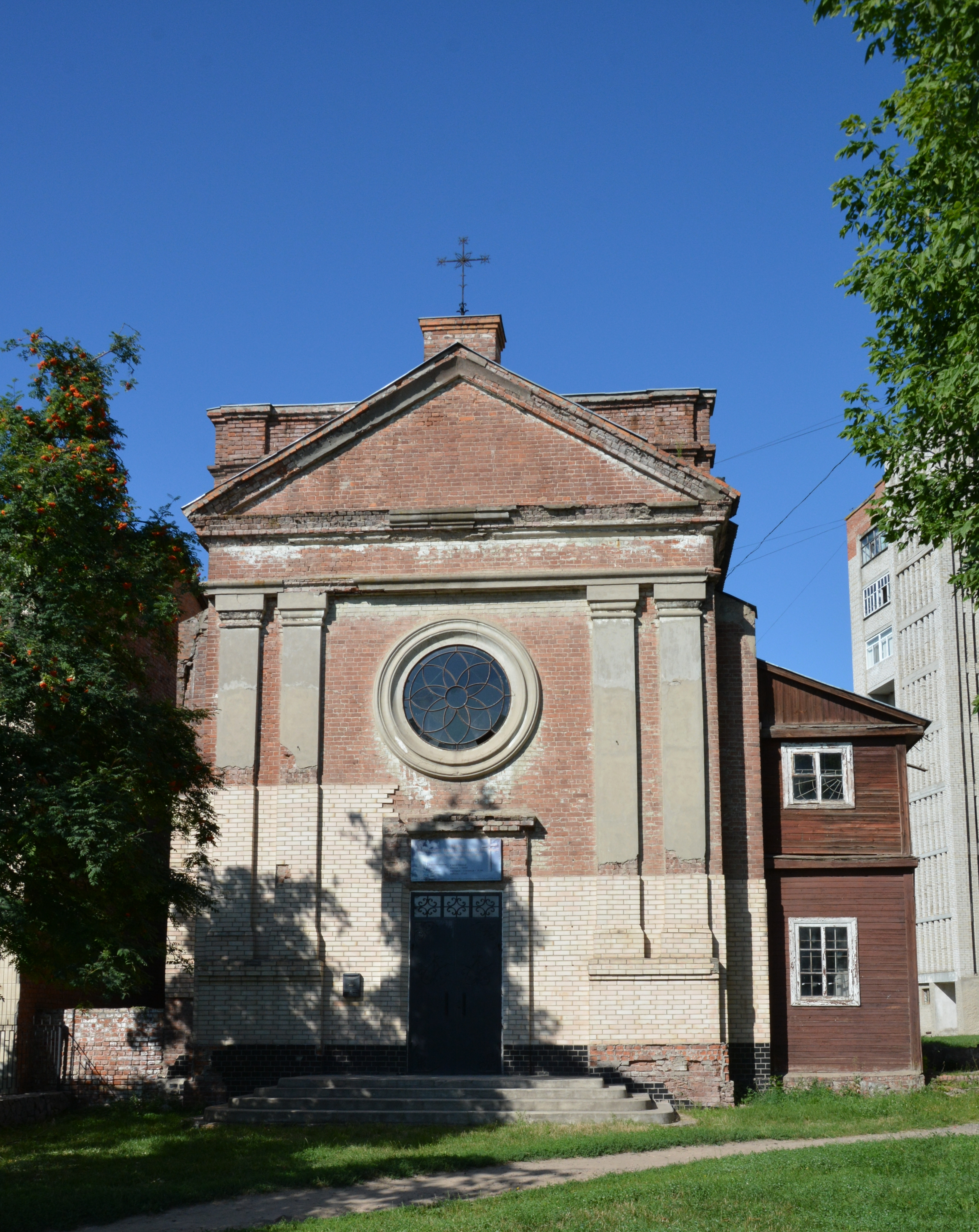
Rooms-katholieke kerk